# Vandenbroek (Town)
Die Town of Vandenbroek ist eine von 20 Towns im Outagamie County im US-amerikanischen Bundesstaat Wisconsin. Im Jahr 2010 hatte die Town of Vandenbroek 1474 Einwohner.
Town hat in Wisconsin eine grundlegend andere Bedeutung, als im übrigen englischsprachigen Bereich. Vielmehr entspricht sie den in den anderen US-Bundesstaaten üblichen Townships, die nach dem County die nächstkleinere Verwaltungseinheit bilden.
Die Town of Vandenbroek liegt in der Fox Cities genannten Metropolregion.

## Geografie
Die Town of Vandenbroek liegt im Osten Wisconsins, im nordöstlichen Vorortbereich der Stadt Appleton und wenige Kilometer nördlich des Fox River, der rund 60 km nordöstlich in die Green Bay des Michigansees mündet.
Die geografischen Koordinaten des Zentrums der Town of Vandenbroek sind 44°18′43″ nördlicher Breite und 88°17′53″ westlicher Länge. Sie erstreckt sich über eine Fläche von 24,6 km². 
Die Town of Vandenbroek liegt im miteren Südosten des Outagamie County und grenzt an folgende Nachbartowns:
|                     | Town of Freedom                             |                  |
| Town of Grand Chute | Kompassrose, die auf Nachbargemeinden zeigt | Town of Kaukauna |
| City of Appleton    | Village of Little Chute                     | City of Kaukauna |

## Verkehr
Der vierspurig ausgebaute U.S. Highway 41 verläuft in West-Ost-Richtung entlang der Südgrenze der Town of Vandenbroek. In Nord-Süd-Richtung führt der Wisconsin State Highway 55 durch die Town. Alle weiteren Straßen sind untergeordnete Landstraßen,  teils unbefestigte Fahrwege sowie innerörtliche Verbindungsstraßen.
Der nächste Flughafen ist der Outagamie County Regional Airport (rund 20 km westsüdwestlich).

## Ortschaften in der Town of Vandenbroek
Neben Streubesiedlung existieren in der Town of Vandenbroek keine weiteren Siedlungen.

## Bevölkerung
Nach der Volkszählung im Jahr 2010 lebten in der Town of Vandenbroek 1474 Menschen in 516 Haushalten. Die Bevölkerungsdichte betrug 59,9 Einwohner pro Quadratkilometer. In den 516 Haushalten lebten statistisch je 2,86 Personen. 
Ethnisch betrachtet setzte sich die Bevölkerung zusammen aus 97,8 Prozent Weißen, 0,3 Prozent Afroamerikanern, 0,3 Prozent amerikanischen Ureinwohnern, 0,3 Prozent Asiaten sowie 0,6 Prozent aus anderen ethnischen Gruppen; 0,7 Prozent stammten von zwei oder mehr Ethnien ab. Unabhängig von der ethnischen Zugehörigkeit waren 1,2 Prozent der Bevölkerung spanischer oder lateinamerikanischer Abstammung. 
25,7 Prozent der Bevölkerung waren unter 18 Jahre alt, 62,7 Prozent waren zwischen 18 und 64 und 11,6 Prozent waren 65 Jahre oder älter. 48,4 Prozent der Bevölkerung waren weiblich.
Das mittlere jährliche Einkommen eines Haushalts lag bei 76.071 USD. Das Pro-Kopf-Einkommen betrug 28.870 USD. 3,5 Prozent der Einwohner lebten unterhalb der Armutsgrenze.